# Quartetto per archi n. 15 (Mozart)
Il quartetto per archi n. 15 in Re minore K 421 è il secondo dei sei quartetti dedicati a Haydn (K 387, K 421, K 428, K 458, K 464, K 465), terminato nel giugno del 1783. Secondo Henri de Curzon, il quartetto fu scritto nella notte durante cui la moglie di Mozart, Constanze, diede alla luce il loro primo figlio, Raimund Leopold.
La dedica a Joseph Haydn è il tributo che Mozart desiderava riconoscere al collega, cui doveva il particolare modo compositivo inventato con i Quartetti russi; modo che Mozart aveva faticosamente fatto suo e reinterpretato secondo la propria sensibilità artistica, utilizzando più volte spunti tematici non come imitazione, bensì come una sorta di ripensamento sull'insegnamento di colui che riteneva un maestro.
Il padre Leopold considerava questo quartetto, insieme al K 387, tra i più impegnativi sotto l'aspetto compositivo e interpretativo. Il quartetto K 421 è certamente il lavoro più drammatico e cupo dei sei quartetti in esame. Il carattere intimistico e la totale mancanza di esteriorità sembrano anticipare le composizioni di Schubert.

## Struttura e analisi
Il quartetto in Re minore presenta quattro movimenti:
1. Allegro (Re minore)
2. Andante (Fa maggiore)
3. Minuetto e trio. Allegretto (Re minore)
4. Allegro ma non troppo (Re minore)

Il primo movimento (Allegro moderato) inizia con un suggestivo tema che viene elaborato in modo virtuosistico e contrappuntistico dai violini e raggiunge momenti di grande drammaticità. L'Andante presenta armonie e suoni aspri che ne attenuano l'andamento pieno di grazie della melodia. La struttura è quella della forma-sonata.
Il Minuetto è il movimento dove ci si allontana di più dal convenzionale e dalla danza, è un brano dal suono energico per presentare toni drammatici e di racchiusa sofferenza. L'Allegretto ma non troppo che chiude la composizione è quasi un omaggio tributato a Haydn; Mozart infatti scrive, sul tema alla siciliana, una serie di variazioni così come aveva inaugurato il più anziano compositore nel finale del quartetto per archi op. 33 n. 5 .